# محمد بن جبير بن مطعم
محمد بن جبير بن المطعم بن عدي بن نوفل بن عبد مناف بن قصي النوفلي، يكنى بـ : أبو سعيد القرشى المدني، ويعد من أهل الحجاز .

## أمه
```
قتيلة بنت عمرو بن الازرق بن قيس بن النعمان بن معديكرب التغلبية.
[
1
]
```

## مناقبه
- ذكره محمد بن سعد في الطبقة الثانية من تابعي أهل المدينة .
- وقال محمد بن عمر: كان ثقة قليل الحديث.
- وقال العجلي: مدني تابعي ثقة وقال ابن خراش ثقة.
- وذكره ابن حبان في الثقات.
- وقد ورد قول ابن إسحاق في التاريخ الكبير وفي التهذيب أن ابن جبير أعلم قريش بأحاديثها.
- وهو من علماء قريش وحفاظهم لايامها.
- وقد كان من أنسب قريش لقريش وللعرب قاطبة، وكان يقول: إنما أخذت النسب عن أبي بكر الصديق.
- وذكر في مغاني الأخيار بأنه ثقة، عارف بالنسب.

## روى عنه
أولاده عمر وجبير وسعيد وإبراهيم، وروى عنه أيضاً عمرو بن دينار وأمية ابن صفوان الجمحي، وسعد بن إبراهيم بن عبد الرحمن بن عوف، وأبو الحويرث عبد الرحمن بن معاوية الزرقي، ومحمد بن مسلم بن شهاب الزهري، ويزيد بن عبد الله بن قسيط.

## روى عن
روى عن: أبيه جبير بن مطعم، وعبد الله بن عباس، وعبد الله بن عدي بن الحمراء الزهري، وعمر بن الخطاب، ومعاوية بن أبي سفيان .

## أخوه
```
نافع بن جبير بن 
المطعم بن عدى
 بن نوفل بن عبد مناف القرشى النوفلى: بكنى أبو محمد، ويقال: أبو عبد الله المدنى.
```

### روى
بشر بن سحيم الغفاري الضمري الكناني، وأبيه جبير بن مطعم، وجرير بن عبد الله البجلي، ورافع بن خديج، والزبير بن العوام، وسهل بن سعد، والعباس بن عبد المطلب، وابنه عبد الله بن عباس، وعثمان بن أبي العاص، وعروة بن المغيرة بن شعبة، وعلى بن أبى طالب، ومسعود بن الحكم الزرقى، والمغيرة بن شعبة، وأبى هريرة، وعائشة بنت أبي بكر، وأم سلمة، وآخرين.

### وروى عنه
أبو الغصن ثابت بن قيس المدنى، وحبيب بن أبى ثابت، وحكيم بن حكيم بن عباد بن حنيف، وداود بن قيس الفراء، وصالح بن كيسان، وعبد الله بن الفضل الهاشمى، وعتبة بن مسلم، وعروة بن الزبير، وعمرو بن دينار، والزهرى، وأبو الزبير المكى، ويونس بن جناب، وآخرون. 
وذكره ابن سعد في الطبقة الثانية من أهل المدينة. وقال العجلي: مدني، تابعي، ثقة. وقال أبو زرعة: ثقة. وقال ابن حراش: ثقة مشهور. وذكره ابن حبان في الثقات، وقال: كان من خيار التابعين، كان يحج ماشيًا وناقته تقاد. وقال الواقدى: مات سنة تسع وتسعين في دار أبيه بالمدينة.

## أبناؤه
1-	سعيد بن محمد بن جبير بن المطعم النوفلي المدني.

### روى عن
```
أبيه وجده وعبد الله بن حبشي الخثعمي وأبي هريرة.
```

### وروى عنه
```
ابن عمه عثمان ابن أبي سليمان بن جبير وابن أبي ذئب وهشام بن عمارة النوفلي وعبيدالله بن عبد الرحمن بن موهب وغيرهم.
```

ذكره ابن حبان في الثقات.
روى له أبو داود والنسائي حديثا واحدا في قطع السدر .
2-	جبير بن محمد بن جبير بن المطعم النوفلي المدني.

### روى عن
```
أبيه عن جده.
```

### روى عنه
```
يعقوب بن عتبة بن 
المغيرة بن الاخنس
 وحصين بن عبد الرحمن، روى له أبو داود حديثا واحدا، وذكره 
ابن حبان
 في الثقات.
```

3-	عمر بن محمد بن جبير بن المطعم النوفلي المدني أخو سعيد، وجبير، بني محمد بن جبير بن مطعم.

### روى عن
```
أبيه محمد بن جبير بن مطعم .
```

### روى عنه
```
الزهري.
```

قال النسائي: ثقة.
وذكره ابن حبان في الثقات .
روى له البخاري حديثاً واحداً حديث : «لو كان عندي عدد هذه العضاة ذهبا».

## وفاته
وفي وفاته ذكرت روايتان، الأولى وردت في كتاب مشاهير علماء الأمصار بأنه توفي في خلافة عمر بن عبد العزيز.
والرواية الأخرى وردت في تهذيب التهذيب بأنه توفي في خلافة سليمان بن عبدالملك .